# IBM RS/6000
El RISC System/6000 (RS/6000) es una familia de servidores, estaciones de trabajo y supercomputadoras RISC basada en Unix  fabricada por IBM en la década de 1990. La familia RS/6000 reemplazó la plataforma informática IBM RT PC en febrero de 1990 y fue la primera línea de computadoras en usar los microprocesadores basados en POWER y PowerPC de IBM. En octubre de 2000, la marca RS/6000 se retiró de los servidores basados en POWER y se reemplazó por eServer pSeries. Las estaciones de trabajo continuaron bajo la marca RS/6000 hasta 2002, cuando se lanzaron nuevas estaciones de trabajo basadas en POWER bajo la marca IntelliStation POWER.

## Historia

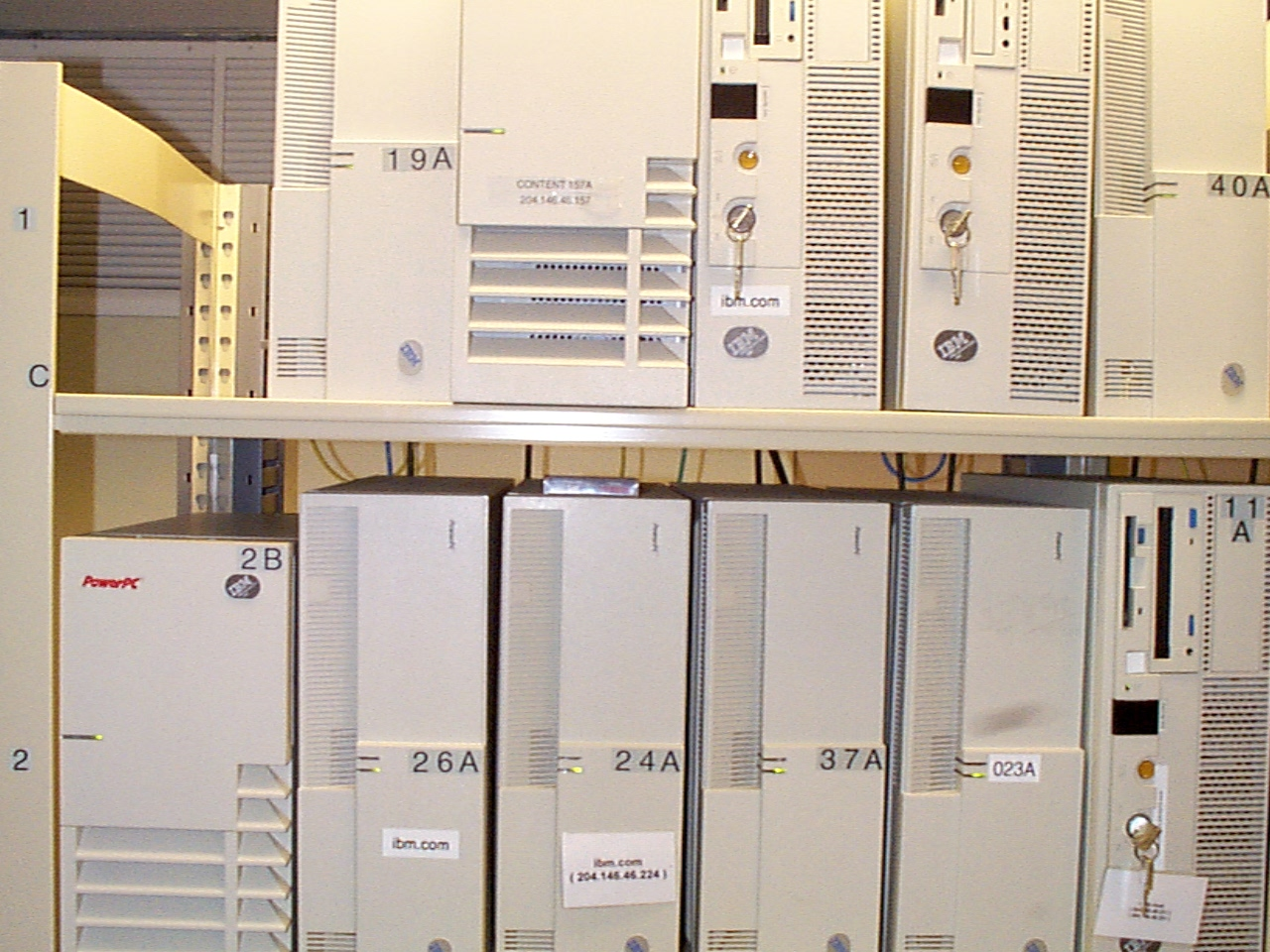
Servidores de red AIX RS/6000 ejecutando ibm.com a principios de 1998.

Los primeros modelos RS/6000 usaban el bus Microcanal, los modelos posteriores usaban PCI. Algunos modelos posteriores se ajustaban a las plataformas estándar PReP y CHRP, que fueron desarrolladas conjuntamente con Apple y Motorola, con firmware abierto. El plan era habilitar el RS/6000 para ejecutar múltiples sistemas operativos como Windows NT, NetWare, OS/2, Solaris, Taligent, AIX y Mac OS, pero al final solo se usó la variante AIX de Unix de IBM y se admitió en RS/6000. Linux se usa ampliamente en RS/6000 basados en CHRP, pero se agregó soporte después de que el nombre de RS/6000 se cambiara a eServer pSeries en 2000.
La familia RS/6000 también incluía los servidores POWERserver, las estaciones de trabajo POWERstation y la plataforma de supercomputadora Scalable POWERparallel. Si bien la mayoría de las máquinas eran de escritorio, de piso o montadas en rack, también había modelos portátiles. Los famosos RS/6000 incluyen la supercomputadora Deep Blue basada en PowerPC 604e que venció al campeón mundial Garry Kasparov en ajedrez en 1997, y la ASCI White basada en POWER3, que fue la supercomputadora más rápida del mundo durante 2000-2002.

## Arquitectura

### Hardware

#### Procesador de servicio
Muchas máquinas RS/6000 y posteriores pSeries venían con un procesador de servicio, que se iniciaba solo cuando se aplicaba energía y ejecutaba continuamente su propio firmware, independientemente del sistema operativo. El procesador de servicio podía llamar a un número de teléfono (a través de un módem) en caso de falla grave con la máquina. Los primeros anuncios y documentación llamaban al procesador de servicios «System Guard», (o SystemGuard) aunque aparentemente este nombre se eliminó más tarde, aproximadamente al mismo tiempo que se adoptó el nombre RS/6000 simplificado para la línea de computadoras.
Más adelante en el ciclo RS/6000, el procesador de servicios «convergió» con el que se usa en las máquinas AS/400.

### Software
Las máquinas POWER normalmente ejecutaban AIX. Solaris, OS/2 y Windows NT también fueron portados a PowerPC. Más tarde también se utilizó Linux.
Algunos sistemas AIX admiten IBM Web-based System Manager.

## Modelos
Algunos modelos se comercializaron con los nombres RS/6000 POWERstation y POWERserver.

### Líneas basadas en Micro Channel
Las primeras líneas se basaron en la arquitectura Micro Channel propiedad de IBM, la misma arquitectura que se utilizó en la línea de escritorio PS/2 x86 de gama alta, y la última serie basada en MCA se produjo hasta 1999.

#### Type 7006
| Modelo | CPU         | MHz | Caché L2/L3 | Memoria      | Forma      | Introducido | Descatalogado |
| ------ | ----------- | --- | ----------- | ------------ | ---------- | ----------- | ------------- |
| 41T    | PowerPC 601 | 80  | 0 o 512 KB  | 16 a 256 MB  | Escritorio | 1994-06-03  | 1997-01-10    |
| 41W    | PowerPC 601 | 80  | 0 o 512 KB  | 16 a 256 MB  | Escritorio | 1994-06-03  | 1997-07-18    |
| 42T    | PowerPC 604 | 120 | 0 or 512 KB | Hasta 256 MB | Escritorio | 1995-06-19  | 1997-09-24    |
| 42W    | PowerPC 604 | 120 | 0 or 512 KB | Hasta 256 MB | Escritorio | 1995-06-19  | 1997-09-24    |

#### Type 7008
| Modelo | CPU    | MHz | Caché L2/L3 | Memoria    | Forma       | Introducido | Descatalogado |
| ------ | ------ | --- | ----------- | ---------- | ----------- | ----------- | ------------- |
| M20    | POWER1 | 33  |             | 16 a 64 MB | Todo en uno | 1993-02-02  | 1995-01-06    |
| M2A    | POWER1 | 33  |             | 16 a 64 MB | Todo en uno | 1993-02-02  | 1994-10-26    |

Estas estaciones de trabajo fueron vendidas con la marca PowerStation.

#### Type 7009

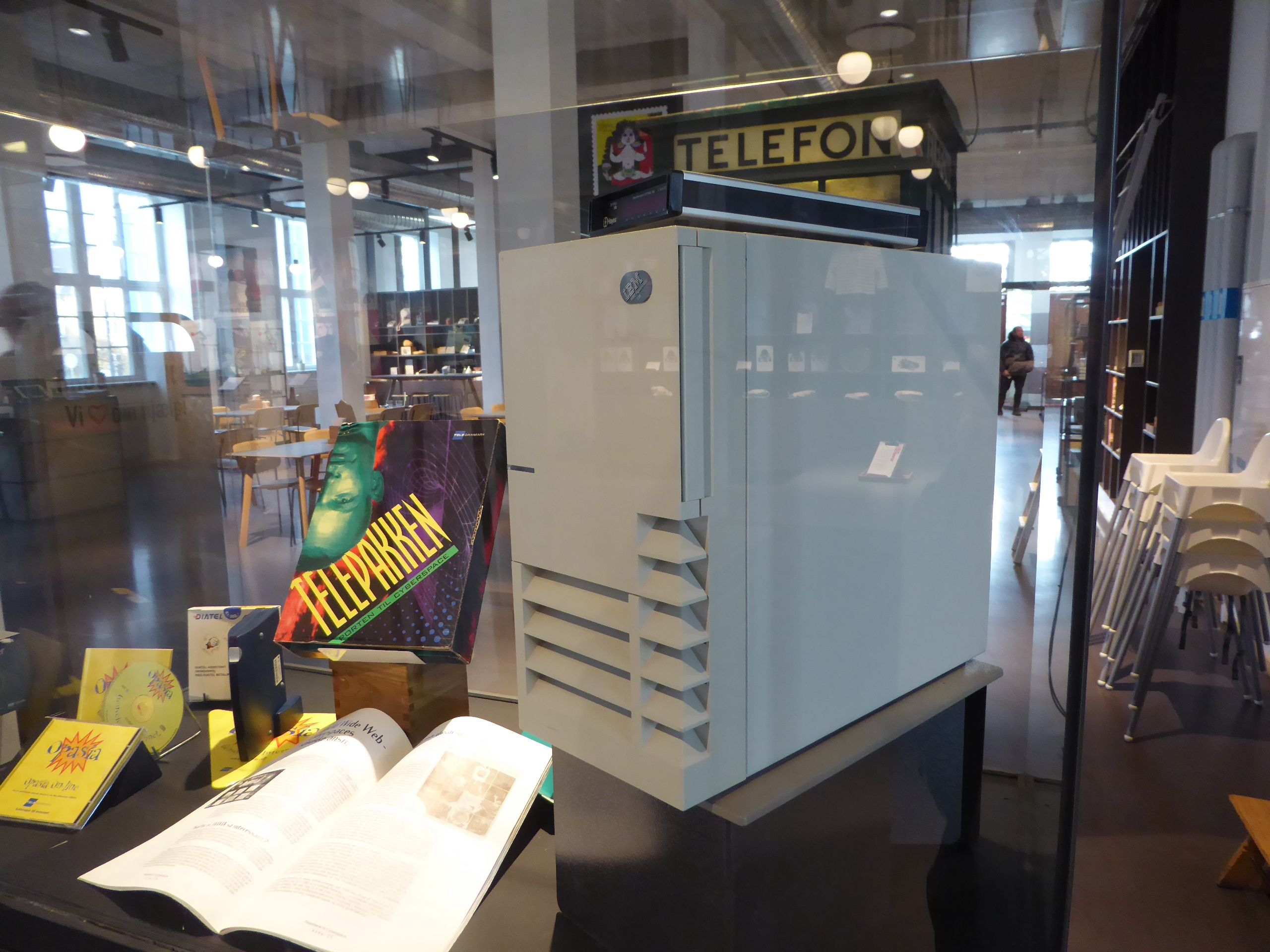
Servidor pequeño RS/6000 C10

| Modelo | CPU         | MHz | Caché L2/L3 | Memoria     | Forma      | Introducido | Descatalogado |
| ------ | ----------- | --- | ----------- | ----------- | ---------- | ----------- | ------------- |
| C10    | PowerPC 601 | 80  | 0 o 1 MB    | 16 a 256 MB | Escritorio | 1994-05-24  | 1997-07-18    |
| C1L    | ?           | ?   | ?           | ?           | ?          | ?           | ?             |
| C20    | PowerPC 604 | 120 | 1 MB        | 16 a 256 MB | Escritorio | 1995-06-19  | 1998-01-30    |

#### Type 7010
| Modelo | CPU         | MHz | Caché L2/L3 | Memoria | Forma    | Introducido | Descatalogado |
| ------ | ----------- | --- | ----------- | ------- | -------- | ----------- | ------------- |
| 150    | ?           | ?   | ?           | ?       | ?        | ?           | ?             |
| 160    | PowerPC 603 | 66  | ?           | 8 MB    | Xstation | ?           | ?             |
| 220    | PowerPC 604 | 120 | ?           | 32 MB   | ?        | ?           | ?             |

Este tipo era para las Xstations, la línea IBM de terminales X.

#### Type 7011
| Modelo | CPU         | MHz   | Caché L2/L3 | Memoria      | Forma                                                         | Introducido | Descatalogado |
| ------ | ----------- | ----- | ----------- | ------------ | ------------------------------------------------------------- | ----------- | ------------- |
| 220    | RSC         | 33    |             | ?            | Escritorio Slimline                                           | 1992-01-21  | 1995-01-06    |
| 22G    | ?           | ?     | ?           | ?            | ?                                                             | ?           | ?             |
| 22W    | POWER1      | 33    |             | Hasta 64 MB  | ?                                                             | 1993-09-21  | 1996-10-25    |
| 223    | ?           | ?     | ?           | Hasta 64 MB  | ?                                                             | ?           | ?             |
| 230    | RSC         | 45    | 128 KB      | ?            | Escritorio Slimline                                           | 1993-05-18  | 1995-01-06    |
| 23E    | ?           | ?     | ?           | ?            | ?                                                             | ?           | ?             |
| 23S    | POWER1      | 45    |             | ?            | ?                                                             | 1993-05-18  | 1994-10-26    |
| 23T    | POWER1      | 45    |             | Hasta 64 MB  | ?                                                             | 1993-05-18  | 1994-10-26    |
| 23W    | POWER1      | 45    |             | Hasta 64 MB  | ?                                                             | 1993-05-18  | 1994-10-26    |
| 250    | PowerPC 601 | 66/80 |             | 16 a 256 MB  | Escritorio Slimline                                           | 1993-09-21  | 1997-07-18    |
| 25E    | PowerPC 601 | 66    | ?           | 16 a 256 MB  | Actualización plana (para las familias 220 y 230)             | ?           | ?             |
| 25F    | PowerPC 601 | 80    | ?           | 16 a 256 MB  | Actualización plana (para las familias 220, 230 y 250 66 MHz) | ?           | ?             |
| 25S    | PowerPC 601 | 66/80 | ?           | Hasta 256 MB | ?                                                             | 1993-09-21  | 1996-10-25    |
| 25T    | PowerPC 601 | 66/80 | ?           | Hasta 256 MB | ?                                                             | 1993-09-21  | 1997-07-18    |
| 25W    | PowerPC 601 | 66/80 | ?           | Hasta 256 MB | ?                                                             | 1993-09-21  | 1996-10-25    |

#### Type 7012 y 7030

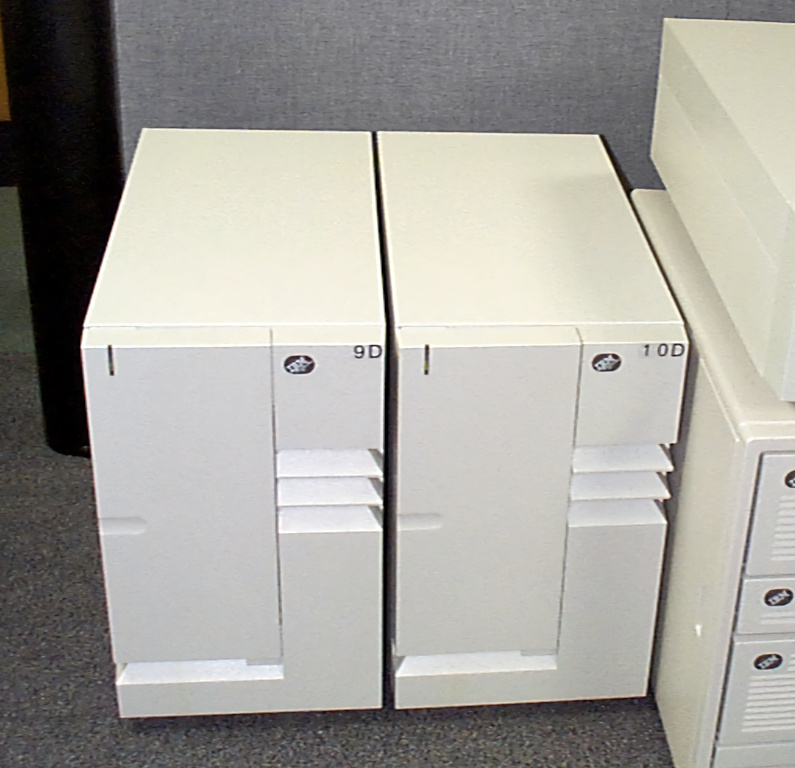
RS/6000 7013 serie j

| Modelo    | CPU                 | MHz  | Caché L2/L3    | Memoria       | Forma      | Introducido | Descatalogado |
| --------- | ------------------- | ---- | -------------- | ------------- | ---------- | ----------- | ------------- |
| Type 7012 |                     |      |                |               |            |             |               |
| 320       | POWER1              | 20   |                | 8 a 32 MB     | Escritorio | 1990-02-15  | 1992-10-28    |
| 32E       | ?                   | ?    | ?              | ?             | ?          | ?           | ?             |
| 32T       | POWER1              | 20   |                | 8 a 64 MB     | Torre      | ?           | 1992-10-28    |
| 32H       | POWER1              | 25   |                | Hasta 128 MB  | Escritorio | 1991-03-12  | 1994-10-26    |
| 340       | POWER1              | 33   |                | Hasta 256 MB  | Escritorio | 1992-01-21  | 1994-11-04    |
| 34H       | POWER1              | 41,6 |                | Hasta 256 MB  | Escritorio | 1993-07-13  | 1994-10-26    |
| 34L       | ?                   | ?    | ?              | ?             | ?          | ?           | ?             |
| 34R       | ?                   | ?    | ?              | ?             | ?          | ?           | ?             |
| 350       | POWER1              | 41   |                | Hasta 128 MB  | Escritorio | 1992-01-21  | 1993-08-18    |
| 355       | POWER1              | 41   |                | ?             | ?          | 1993-02-02  | 1994-10-26    |
| 35R       | ?                   | ?    | ?              | ?             | ?          | ?           | ?             |
| 360       | POWER1+             | 50   |                | Hasta 256 MB  | Escritorio | 1993-02-02  | 1994-11-04    |
| 365       | POWER1+             | 50   |                | Hasta 128 MB  | Escritorio | 1993-02-02  | 1994-10-26    |
| 36T       | POWER1+             | 50   |                | Hasta 256 MB  | ?          | 1993-05-18  | 1994-10-26    |
| 370       | POWER1++            | 62,5 |                | Hasta 256 MB  | ?          | 1993-02-02  | 1996-05-20    |
| 375       | POWER1++            | 62,5 |                | Hasta 128 MB  | ?          | 1993-02-02  | 1994-10-26    |
| 37T       | POWER1++            | 62,5 |                | Hasta 256 MB  | ?          | 1993-05-18  | 1996-05-20    |
| 380       | POWER2+             | 59   | 0/0,5/1 MB     | 32 a 512 MB   | Escritorio | 1994-05-24  | 1996-05-20    |
| 390       | POWER2+             | 67   | 1 MB           | 32 a 512 MB   | Escritorio | 1994-05-24  | 1997-07-18    |
| 397       | P2SC                | 160  | ?              | 128 a 1024 MB | Escritorio | 1997-10-06  | 1999-03-19    |
| 39H       | POWER2              | 67   | 0/1/2 MB       | 64 a 512 MB   | Escritorio | 1995-02-07  | 1998-01-30    |
| 39T       | ?                   | ?    | ?              | ?             | ?          | ?           | ?             |
| G02       | ?                   | ?    | ?              | ?             | Torre      | ?           | ?             |
| G30       | PowerPC 601 (2 o 4) | 75   | ?              | 32 a 512 MB   | Torre      | 1994-10-04  | 1996-10-23    |
| G40       | PowerPC 604 (2 o 4) | 112  | 0,5 MB por CPU | 64 MB a 1 GB  | Torre      | 1996-07-23  | 1998-01-08    |
| type 7030 |                     |      |                |               |            |             |               |
| 355       | POWER1              | 41   | ?              | ?             | ?          | ?           | ?             |
| 375       | POWER1++            | 62,5 | ?              | ?             | ?          | ?           | ?             |
| 37T       | ?                   | ?    | ?              | ?             | ?          | ?           | ?             |
| 397       | P2SC                | 160  | ?              | ?             | Escritorio | 1997-10-06  | 1999-01-19    |
| 3AT       | POWER2+             | 59   |                | 32 a 512 MB   | Escritorio | 1994-05-24  | 1997-01-10    |
| 3BT       | POWER2+             | 67   | 0,5 o 1 MB     | 32 a 512 MB   | Escritorio | 1994-05-24  | 1998-01-08    |
| 3CT       | POWER2              | 67   | 0/1/2 MB       | 64 a 512 MB   | Escritorio | 1995-02-07  | 1998-01-08    |

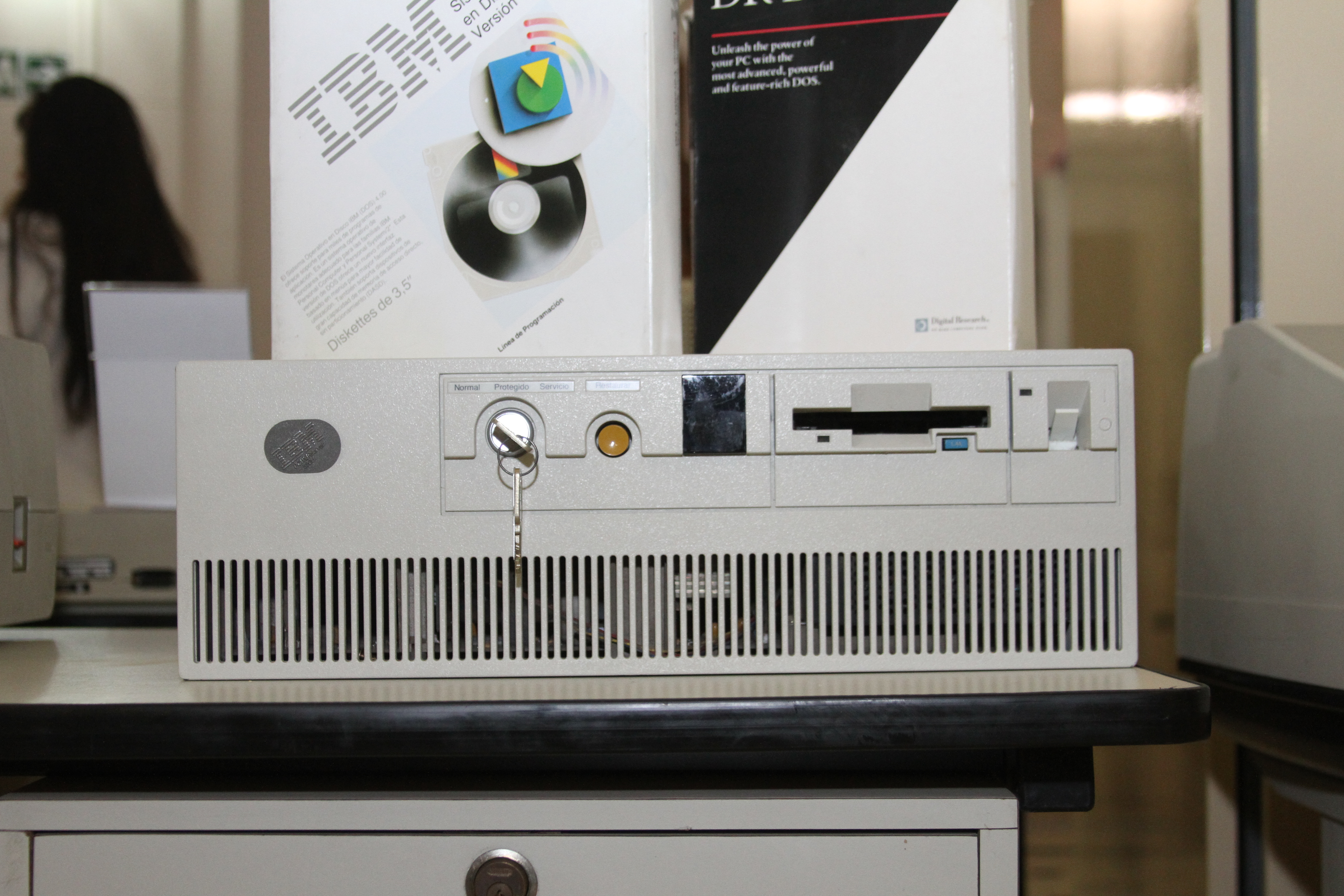
RS/6000 type 7012-320

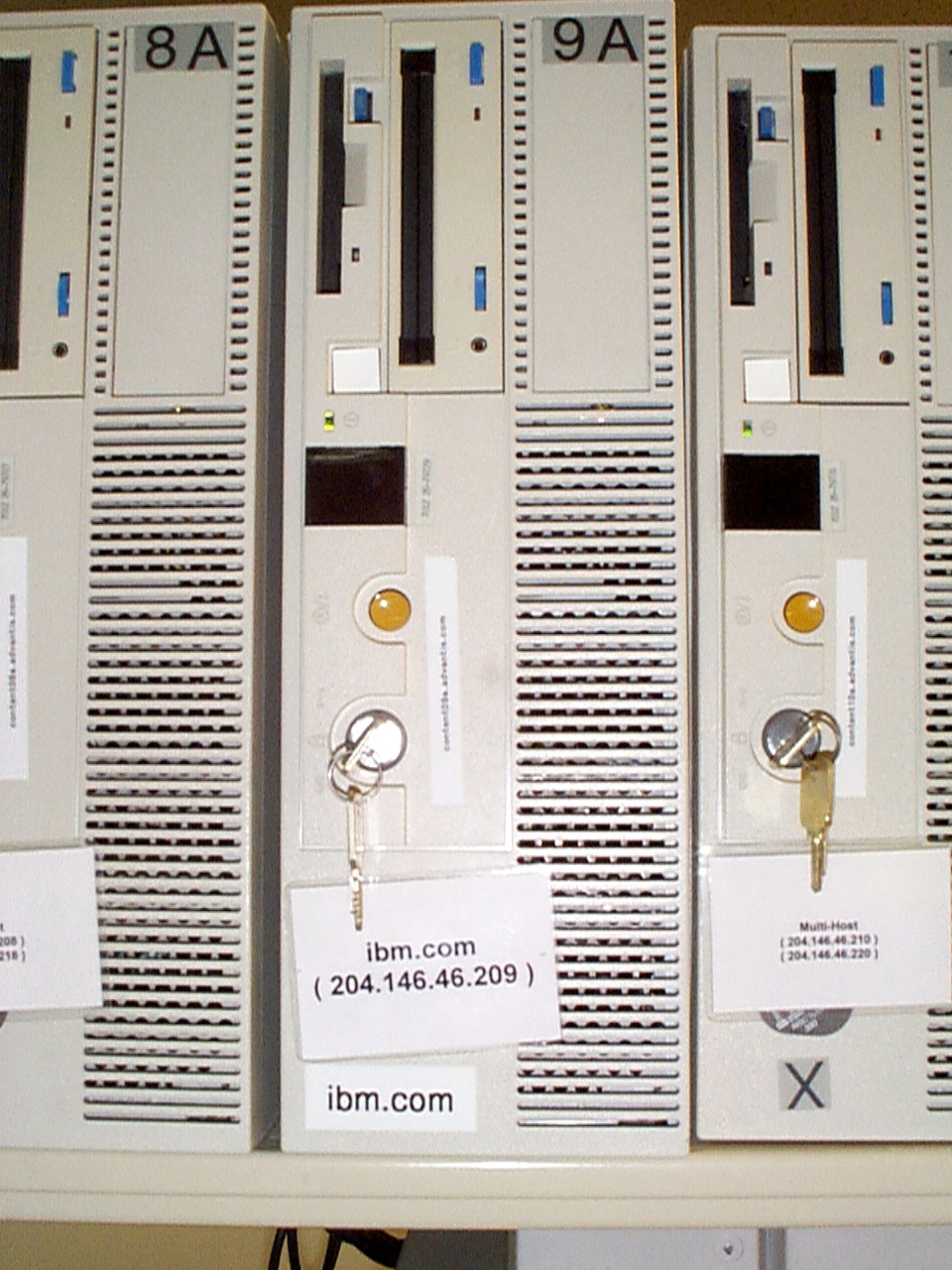
Servidores Type 7030 (modelo 3BT)

Los servidores 380, 390 y 39H corresponden a las estaciones de trabajo 3AT, 3BT y 3CT.

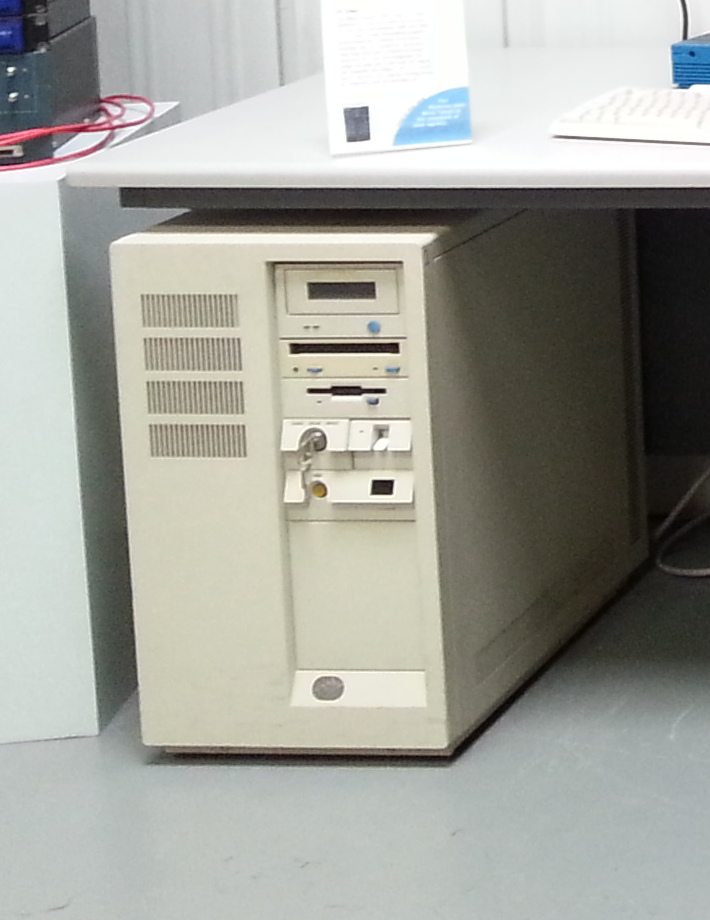
Una de las primeras RS/6000 7013

#### Type 7013 y 7016
El modelo 7016-730 fur una versión del modelo 7013-530, pero con una placa gráfica licenciada de Silicon Graphics.
| Modelo    | CPU                  | MHz  | caché L2/L3 | Memoria                  | Forma    | Introducido | Descatalogado |
| --------- | -------------------- | ---- | ----------- | ------------------------ | -------- | ----------- | ------------- |
| Type 7013 |                      |      |             |                          |          |             |               |
| 520       | POWER1               | 20   |             | 8 a 128 MB               | de piso  | 1990-02-15  | 1992-04-21    |
| 52E       | ?                    | ?    | ?           | ?                        | ?        | ?           | ?             |
| 52H       | POWER1               | 25   |             | Hasta 512 MB             | de piso  | 1992-01-21  | 1995-01-06    |
| 530       | POWER1               | 25   |             | 16 a 128 MB              | de piso  | 1990-02-15  | 1992-01-02    |
| 53H       | POWER1               | 33   |             | 32 a 512 MB HD3 (33 MHz) | de piso  | 1991-10-02  | 1993-08-18    |
| 53E       | POWER1               | 33   |             | 32 a 512 MB HD3 (33 MHz) | Deskside | 1992-01-21  | ?             |
| 540       | POWER1               | 30   |             | 64 a 256 MB              | de piso  | 1990-02-15  | 1992-01-02    |
| 550       | POWER1               | 41,6 |             | 64 MB a 1 GB             | de piso  | 1990-10-30  | 1993-08-18    |
| 55E       | ?                    | ?    | ?           | ?                        | ?        | ?           | ?             |
| 55L       | POWER1               | 41,6 |             | Hasta 256 MB             | de piso  | 1993-05-18  | 1994-10-26    |
| 55S       | ?                    | ?    | ?           | ?                        | ?        | ?           | ?             |
| 560       | POWER1+              | 50   |             | hasta 1 GB               | de piso  | 1992-01-21  | 1993-12-21    |
| 56F       | ?                    | ?    | ?           | ?                        | ?        | ?           | ?             |
| 570       | POWER1+              | 50   |             | Hasta 1 GB               | de piso  | 1993-02-02  | 1996-05-20    |
| 571       | ?                    | ?    | ?           | ?                        | ?        | ?           | ?             |
| 57F       | ?                    | ?    | ?           | ?                        | ?        | ?           | ?             |
| 57L       | ?                    | ?    | ?           | ?                        | ?        | ?           | ?             |
| 580       | POWER1++             | 62,5 |             | 64 MB a 1 GB             | de piso  | 1992-09-22  | 1996-05-20    |
| 58F       | POWER1++             | 62,5 |             | 64 MB a 1 GB             | de piso  | 1992-11-27  | ?             |
| 58H       | POWER2               | 55,6 |             | 64 MB a 2 GB             | de piso  | 1993-09-21  | 1996-10-25    |
| 590       | POWER2               | 66,7 |             | 64 MB a 2 GB             | de piso  | 1993-09-21  | 1997-09-24    |
| 591       | POWER2               | 77   |             | 64 MB a 2 GB             | de piso  | 1995-07-25  | 1997-07-18    |
| 595       | P2SC                 | 135  |             | 64 MB a 2 GB             | de piso  | 1996-10-08  | 1999-01-08    |
| 59H       | POWER2+              | 66,7 | 1 MB        | 64 MB a 2 GB             | de piso  | 1994-05-24  | 1997-01-10    |
| J01       | ?                    | ?    | ?           | ?                        | ?        | ?           | ?             |
| J30       | PowerPC 601 (2 o 4)  | 75   | ?           | 128 MB a 2 GB            | de piso  | 1994-10-04  | 1996-10-23    |
| J40       | PowerPC 604 (2 a 8)  | 112  | 1 MB        | 128 MB a 2 GB            | de piso  | 1996-08-30  | 1998-01-08    |
| J50       | PowerPC 604e (2 a 8) | 200  | ?           | ?                        | de piso  | 1997-04-30  | 1999-01-08    |
| Type 7016 |                      |      |             |                          |          |             |               |
| 730       | POWER1               | 25   |             | 16 a 128 MB              | de piso  | 1990        | ?             |
| 731       | ?                    | ?    | ?           | ?                        | ?        | ?           | ?             |

#### Type 7015
Usa un bastidor IBM 9309; esta primera generación de servidores RS/6000 corren AIX. Estaban configuradas por IBM como router experimental «NSS» («Network Switching Subsystem»), y se usaban en el backbone NSFnet T3 a principios/mediados de la década de 1990.
| Modelo | CPU                  | MHz  | caché L2/L3 | Memoria       | Forma        | Introducido | Descatalogado |
| ------ | -------------------- | ---- | ----------- | ------------- | ------------ | ----------- | ------------- |
| 920    | ?                    | ?    | ?           | ?             | ?            | ?           | ?             |
| 930    | POWER1               | 25   |             | 16 a 128 MB   | torre rack   | 1990-02-15  | 1992-07-15    |
| 950    | POWER1               | 41   | ?           | Hasta 512 MB  | torre rack   | 1991-05-07  | 1993-12-21    |
| 95E    | ?                    | ?    | ?           | ?             | ?            | ?           | ?             |
| 960    | ?                    | ?    | ?           | ?             | ?            | ?           | ?             |
| 970    | POWER1+              | 50   | ?           | Hasta 1 GB    | torre rack   | 1992-04-21  | 1993-08-18    |
| 97B    | POWER1+              | 50   | ?           | ?             | torre rack   | 1993-02-02  | 1995-01-06    |
| 97E    | ?                    | ?    | ?           | ?             | ?            | ?           | ?             |
| 97F    | ?                    | ?    | ?           | ?             | ?            | ?           | ?             |
| 980    | POWER1++             | 62,5 |             | Hasta 1 GB    | torre rack   | 1992-09-22  | 1993-08-18    |
| 98B    | POWER1++             | 62,5 | ?           | ?             | torre rack   | 1993-02-02  | 1996-05-20    |
| 98E    | ?                    | ?    | ?           | ?             | ?            | ?           | ?             |
| 98F    | ?                    | ?    | ?           | ?             | ?            | ?           | ?             |
| 990    | POWER2               | 71,5 |             | 128 MB a 2 GB | torre rack   | 1993-09-21  | 1996-05-20    |
| 99E    | ?                    | ?    | ?           | ?             | ?            | ?           | ?             |
| 99F    | ?                    | ?    | ?           | ?             | ?            | ?           | ?             |
| 99J    | ?                    | ?    | ?           | ?             | ?            | ?           | ?             |
| 99K    | ?                    | ?    | ?           | ?             | ?            | ?           | ?             |
| R10    | POWER1+              | 50   |             | 128 MB a 1 GB | bastidor 6U  | 1994-05-24  | 1996-05-20    |
| R20    | POWER2+              | 66   | 1 MB        | 128 MB a 2 GB | bastidor 6U  | 1994-05-24  | 1998-01-30    |
| R21    | POWER2               | 77   | ?           | ?             | bastidor 6U  | 1995-07-25  | 1996-10-25    |
| R24    | POWER2+              | 71,5 | 2 MB        | 128 MB a 2 GB | bastidor 10U | 1994-05-24  | 1998-01-30    |
| R30    | PowerPC 601 (2 o 4)  | 75   | ?           | 128 MB a 2 GB | bastidor 6U  | 1994-10-04  | 1996-10-23    |
| R40    | PowerPC 604 (2 a 8)  | 112  | ?           | 128 MB a 2 GB | bastidor 6U  | 1996-07-23  | 1998-01-08    |
| R4U    | ?                    | ?    | ?           | ?             | ?            | ?           | ?             |
| R50    | PowerPC 604e (2 a 8) | 200  | ?           | Hasta 4 GB    | bastidor 6U  | 1997-04-15  | 2000-08-15    |
| R5U    | ?                    | ?    | ?           | ?             | ?            | ?           | ?             |

### Líneas basadas en PCI
Producidas desde 1994 hasta el momento en que la línea RS/6000 fue renombrada como System P.
| Modelos | CPU           | Cant. de CPU | MHz     | Caché L2/L3 | Memoria   | Forma    | Introducido | Descatalogado |
| ------- | ------------- | ------------ | ------- | ----------- | --------- | -------- | ----------- | ------------- |
| S70     | RS64          | 4, 8 o 12    | 125     | ?           | ?         | racks 2+ | 1997-10-31  | 1999-12-13    |
| S70     | RS64-II       | 4, 8 o 12    | 262     | ?           | ?         | racks 2+ | 1998-10-05  | 1999-12-13    |
| S7A     | RS64-II       | 4 to 12      | 262     | 8 MB        | 1 a 32 GB | racks 2+ | 1998-10-23  | 2000-12-01    |
| S80     | RS64-III      | 6 a 24       | 450     | 8 MB        | 2 a 64 GB | racks 2+ | 1999-09-24  | 2001-08-31    |
| S85     | RS64-III / IV | 4 a 24       | 450/600 | 8/16 MB     | 2 a 96 GB | Racks    | 2000-11-17  | ?             |

#### Type 7020
| Modelos | CPU         | MHz | Caché L2/L3 | Memoria     | Forma      | Introducido | Descatalogado |
| ------- | ----------- | --- | ----------- | ----------- | ---------- | ----------- | ------------- |
| 0U0     | PowerPC 601 | 66  | ?           | ?           | Escritorio | 1994-10-04  | 1996-01-19    |
| 40P     | PowerPC 601 | 66  | ?           | 16 a 192 MB | Escritorio | ?           | ?             |
| B1B     | PowerPC 601 | 66  | ?           | ?           | Escritorio | 1994-10-04  | 1996-01-19    |
| B1C     | PowerPC 601 | 66  | ?           | ?           | Escritorio | 1994-10-04  | 1996-01-19    |
| D1D     | PowerPC 601 | 66  | ?           | ?           | Escritorio | 1994-10-04  | 1996-01-19    |
| D2D     | PowerPC 601 | 66  | ?           | ?           | Escritorio | 1994-10-04  | 1996-01-19    |
| D4E     | ?           | ?   | ?           | ?           | Escritorio | 1995-02-07  | 1996-01-19    |
| SPE     | PowerPC 601 | 66  | ?           | ?           | Escritorio | 1994-10-04  | 1996-01-19    |

#### Type 7024
| Modelos | CPU          | MHz     | Caché L2/L3 | Memoria      | Forma | Introducido | Descatalogado |
| ------- | ------------ | ------- | ----------- | ------------ | ----- | ----------- | ------------- |
| E20     | PowerPC 604  | 100/133 | 512 KB      | 16 a 512 MB  | Torre | 1995-10-10  | 1997-07-18    |
| E20     | PowerPC 604e | 233     | 512 KB      | 16 a 512 MB  | Torre | 1997-04-??  | ?             |
| E30     | PowerPC 604  | 133/166 | ?           | 64 a 1024 MB | Torre | 1996-04-23  | 1999-03-19    |
| E30     | PowerPC 604e | 233     | ?           | 64 a 1024 MB | Torre | 1997-04-??  | 1999-03-19    |

#### Type 7025
| Modelos | CPU                  | MHz     | Caché L2/L3  | Memoria        | Forma   | Introducido | Descatalogado |
| ------- | -------------------- | ------- | ------------ | -------------- | ------- | ----------- | ------------- |
| F30     | PowerPC 604          | 133/166 | ?            | Hasta 1 GB     | Torre   | 1996-02-20  | 1998-01-08    |
| F40     | PowerPC 604e (1 o 2) | 166/233 | ?            | Hasta 1 GB     | Torre   | 1996-10-08  | 2000-05-08    |
| F50     | PowerPC 604e (1 o 4) | 166/332 | 256 KB       | 128 MB to 3 GB | Torre   | 1997-04-25  | 2001-07-17    |
| F80     | RS64-III (1 a 6)     | 450/500 | 2/4 MB (SMP) | 8/16 GB (SMP)  | de piso | 2000-05-09  | 2001-07-13    |
| F85     | ?                    | ?       | ?            | ?              | ?       | ?           | ?             |

#### Type 7026

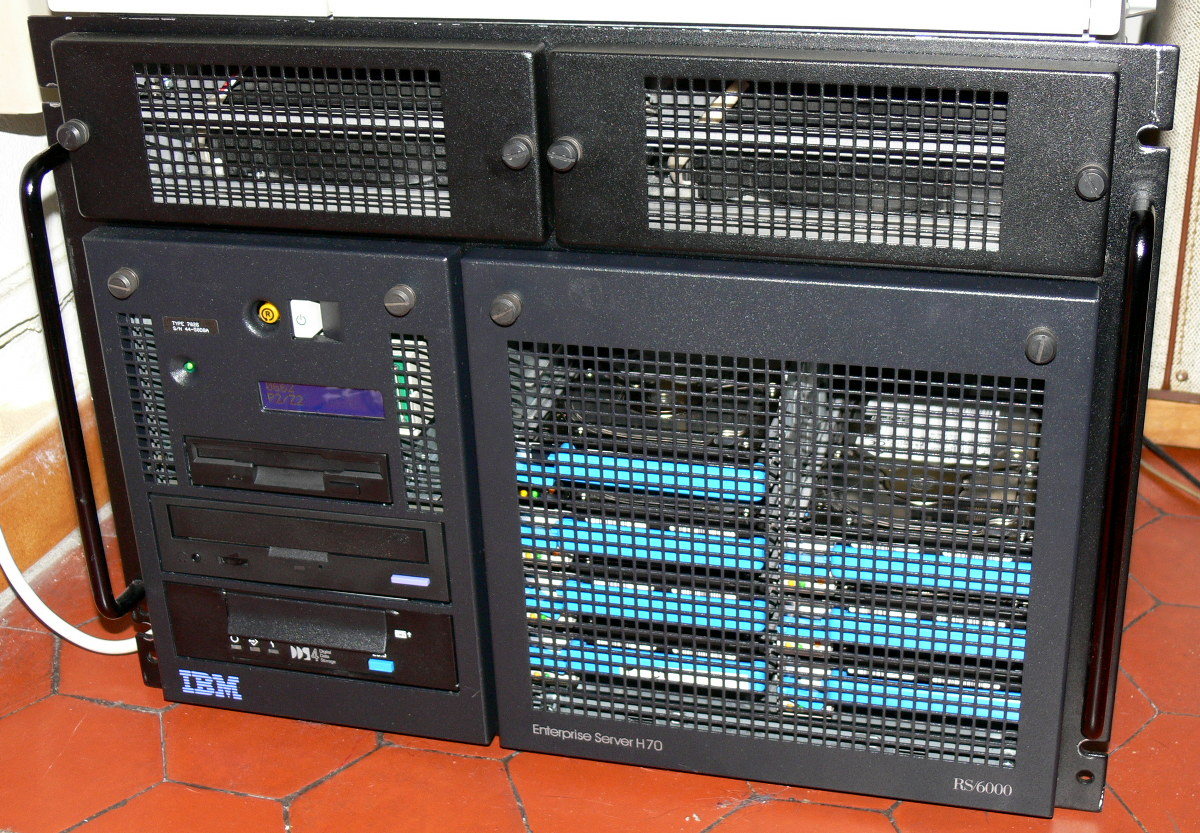
Un rack de servidor H70 Enterprise, 2001

| Modelos | CPU                  | MHz     | Caché L2/L3 | Memoria     | Forma    | Introducido | Descatalogado |
| ------- | -------------------- | ------- | ----------- | ----------- | -------- | ----------- | ------------- |
| H10     | PowerPC 604e (1 o 2) | 166/233 | ?           | Hasta 1 GB  | racks 7U | 1997-02-14  | 1998-02-27    |
| H50     | PowerPC 604e (1 a 4) | 332     | ?           | Hasta 3 GB  | racks 8U | 1998-02-20  | 2000-12-01    |
| H70     | RS64-II (1 a 4)      | 340     | ?           | Hasta 8 GB  | racks 8U | 1999-04-23  | 2001-07-17    |
| H80     | RS64-III/IV (1 a 6)  | 450/500 | ?           | Hasta 16 GB | racks 5U | 2000-06-09  | 2001-07-13    |
| M80     | RS64-III/IV (2 a 8)  | 500/750 | ?           | ?           | racks 8U | 2000-06-09  | 2002-01-31    |
| B80     | ?                    | ?       | ?           | ?           | racks 5U | ?           | ?             |

#### Type 7043 y 7248
| Modelos   | CPU                  | MHz             | Caché L2/L3         | Memoria       | Forma      | Introducido | Descatalogado |
| --------- | -------------------- | --------------- | ------------------- | ------------- | ---------- | ----------- | ------------- |
| Type 7248 |                      |                 |                     |               |            |             |               |
| 43P       | PowerPC 604          | 100/120/132/166 | 256/512 KB          | 16 a 192 MB   | Escritorio | 1995-06-19  | 1997-07-18    |
| Type 7043 |                      |                 |                     |               |            |             |               |
| 43P-140   | PowerPC 604e         | 166/200/233/332 | 1 MB                | 32 a 768 MB   | Escritorio | 1996-10-08  | 2000-12-01    |
| 43P-150   | PowerPC 604e         | 250/375         | 1 MB                | 64 MB a 1 GB  | Escritorio | 1998-10-05  | 2003-12-12    |
| 43P-240   | PowerPC 604e (1 o 2) | 166/233         | 512 KB/1 MB por CPU | 64 MB to 1 GB | Escritorio | 1996-10-08  | 1999-03-19    |
| 43P-260   | POWER3 (1 o 2)       | 200             | 4 MB por CPU        | 128 MB a 4 GB | Torre      | 1998-10-05  | 2000-12-01    |
| 43P-270   | POWER3-II (up to 4)  | 200/375/450     | 4/8 MB por CPU      | Hasta 8 GB    | Torre      | 2000-02-25  | 2003-09-12    |

#### Type 7044 (44P)

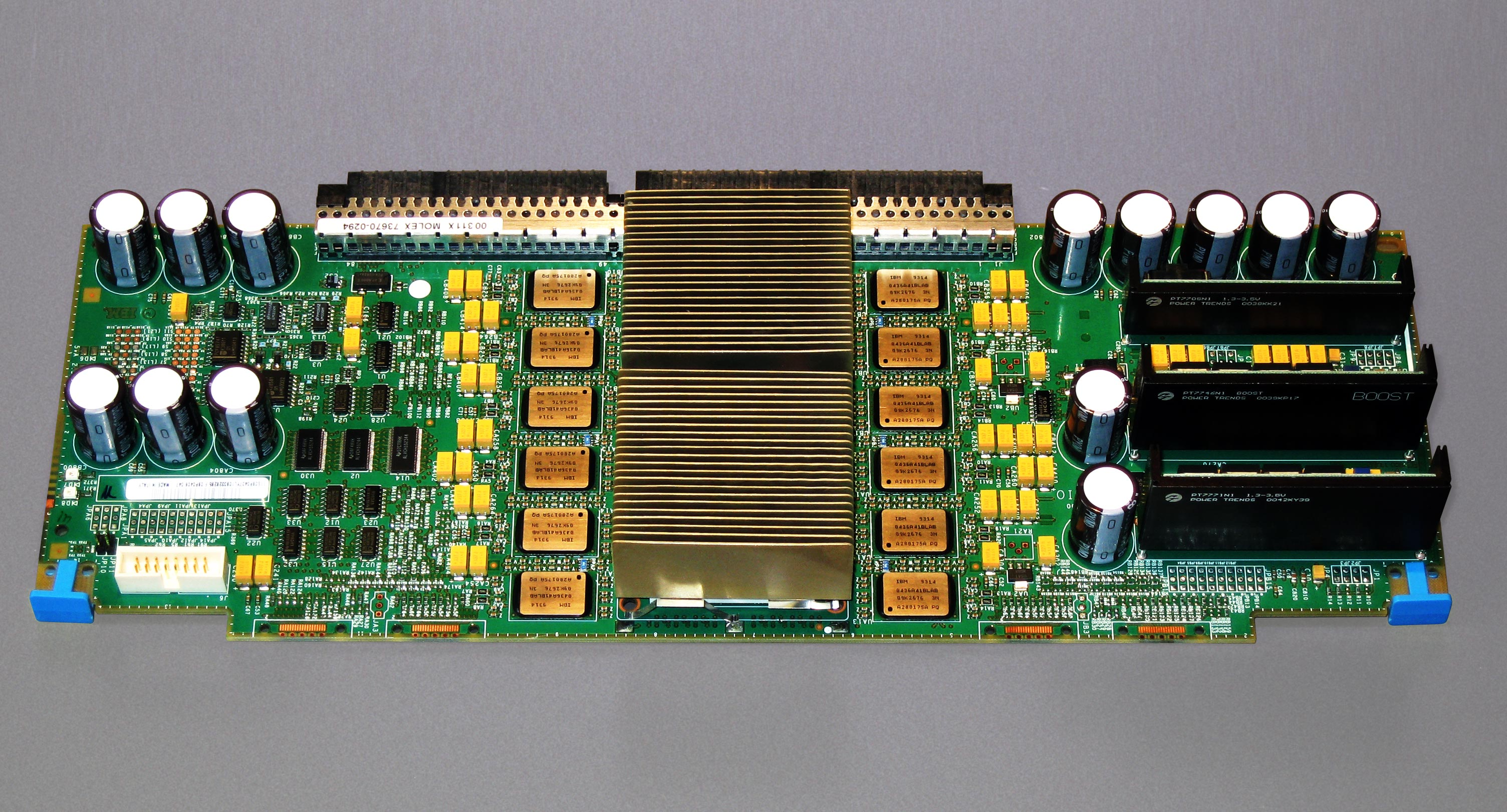
Dos procesadores IBM POWER3-II de 375 MHz en un módulo de CPU de un RS/6000 44P 270.

| Modelos | CPU                 | MHz         | Caché L2/L3 | Memoria        | Forma | Introducido | Descatalogado |
| ------- | ------------------- | ----------- | ----------- | -------------- | ----- | ----------- | ------------- |
| 44P-170 | POWER3-II           | 333/400/450 | 1/4/8 MB    | 256 MB a 2 GB  | Torre | 2000-02-07  | 2003-12-12    |
| 44P-270 | POWER3-II (Up to 4) | 375/450     | 4/8 MB      | 256 MB a 16 GB | Torre | 2000-02-07  | 2003-09-12    |

#### Type 7046
| Modelos | CPU          | MHz | Caché L2/L3 | Memoria    | Forma    | Introducido | Descatalogado |
| ------- | ------------ | --- | ----------- | ---------- | -------- | ----------- | ------------- |
| B50     | PowerPC 604e | 375 | 1 MB        | Hasta 1 GB | racks 2U | 1999-09-13  | 2003-09-12    |

#### Type 7317
| Modelos | CPU          | MHz | Caché L2/L3 | Memoria      | Forma     | Introducido | Descatalogado |
| ------- | ------------ | --- | ----------- | ------------ | --------- | ----------- | ------------- |
| F3L     | PowerPC 604  | 133 | 512 KB      | 32 a 960 MB  | racks 17U | 1996-10-08  | 1999-12-13    |
| F3L     | PowerPC 604e | 166 | 1 MB        | 32 MB a 1 GB | racks 17U | 1996-10-08  | 1999-12-13    |
| F3L     | PowerPC 604e | 233 | 512 KB      | 32 MB a 1 GB | racks 17U | 1996-10-08  | 1999-12-13    |

### Laptops

#### Type 7007
| Modelos | CPU         | MHz | Caché L2/L3 | Memoria    | Forma  | Introducido | Descatalogado |
| ------- | ----------- | --- | ----------- | ---------- | ------ | ----------- | ------------- |
| N40     | PowerPC 601 | 50  | ?           | 16 a 64 MB | Laptop | 1994-03-08  | 1997-06-30    |

El modelo N40 era un portátil basado en PowerPC desarrollado y fabricado por Tadpole Technology junto con IBM. Fue lanzado el 25 de marzo de 1994, con un precio de US$12 000 (equivalente a $24 668 en 2023). Las baterías internas podían alimentar el sistema solo durante 45 minutos y, por este motivo, estaba disponible un paquete de baterías externas que duraba 4 horas.

#### Type 7249
| Modelos | CPU          | MHz | Caché L2/L3 | Memoria    | Forma  | Introducido | Descatalogado |
| ------- | ------------ | --- | ----------- | ---------- | ------ | ----------- | ------------- |
| 851     | PowerPC 603e | 100 | 256 KB      | 32 a 96 MB | Laptop | 1996-02-20  | 1996-11-08    |
| 860     | PowerPC 603e | 166 | 256 KB      | 32 a 96 MB | Laptop | 1996-10-08  | 1998-01-30    |